# NRIP3
NRIP3 (англ. Nuclear receptor interacting protein 3) – білок, який кодується однойменним геном, розташованим у людей на 11-й хромосомі. Довжина поліпептидного ланцюга білка становить 241 амінокислот, а молекулярна маса — 26 975.
| 10         |  | 20         |  | 30         |  | 40         |  | 50         |
| ---------- |  | ---------- |  | ---------- |  | ---------- |  | ---------- |
| MFYSGLLTEG |  | GRKETDMREA |  | ASLRQQRRMK |  | QAVQFIHKDS |  | ADLLPLDGLK |
| KLGSSKDMQP |  | HNILQRRLME |  | TNLSKLRSGP |  | RVPWASKTNK |  | LNQAKSEGLK |
| KSEEDDMILV |  | SCQCAGKDVK |  | ALVDTGCLYN |  | LISLACVDRL |  | GLKEHVKSHK |
| HEGEKLSLPR |  | HLKVVGQIEH |  | LVITLGSLRL |  | DCPAAVVDDN |  | EKNLSLGLQT |
| LRSLKCIINL |  | DKHRLIMGKT |  | DKEEIPFVET |  | VSLNEDNTSE |  | A          |

A: Аланін

C: Цистеїн

D: Аспарагінова кислота

E: Глутамінова кислота

F: Фенілаланін

G: Гліцин

H: Гістидин

I: Ізолейцин

K: Лізин

L: Лейцин

M: Метіонін

N: Аспарагін

P: Пролін

Q: Глутамін

R: Аргінін

S: Серин

T: Треонін

V: Валін

W: Триптофан